# Pinanga egregia
Pinanga egregia là loài thực vật có hoa thuộc họ Arecaceae. Loài này được Fernando miêu tả khoa học đầu tiên năm 1994.